# استان دراج
استان دراج (به آلبانیایی: Rrethi i Durrësit) نام یکی از استان‌های سی‌وشش‌گانه کشور آلبانی است.
مرکز این استان شهر دراج است.